# Planiplax machadoi
Planiplax machadoi är en trollsländeart som beskrevs av Santos 1949. Planiplax machadoi ingår i släktet Planiplax och familjen segeltrollsländor. IUCN kategoriserar arten globalt som otillräckligt studerad. Inga underarter finns listade i Catalogue of Life.